# Огублений голосний заднього ряду низькосереднього підняття
Огублений голосний заднього ряду низькосереднього піднесення (англ. Open-mid back rounded vowel) — один з голосних звуків, шостий з основних голосних звуків.
Інколи називається огубленим заднім низькосереднім голосним.
- У Міжнародному фонетичному алфавіті позначається як [ɔ].
- У Розширеному фонетичному алфавіті SAM позначається як [O].

## В українській мові
Один з основних звуків української мови. Має наголошений алофон — звук [o̞] (поїзд), у ненаголошеній позиції перед складом з наголошеним вимовляється як [o] (зоузуля, коужух).
В українській мові позначається літерою «о».

## Приклади
- Польська мова: kot [kɔt] (кіт).